# Unione Sionista
L'Unione Sionista (in ebraico המחנה הציוני, traslitterato HaMaḥaneh HaTziyoni) è stata una lista elettorale di centro-sinistra presentata alle elezioni parlamentari in Israele del 2015, costituita dal Partito Laburista Israeliano di Isaac Herzog e da HaTnuah di Tzipi Livni.
L'accordo prevedeva inizialmente che, in caso di vittoria della lista, Herzog e la Livni si sarebbero alternati, due anni a testa, nella carica di primo ministro di Israele; la stessa Livni rinunciò però alla rotazione il 16 marzo 2015, alla vigilia delle elezioni.
La lista ha ottenuto il 18,67%, eleggendo 24 parlamentari alla Knesset, venendo sconfitta dal Likud del premier uscente Benjamin Netanyahu.

## Risultati elettorali
|                   | Voti    | %     | Seggi |
| Parlamentari 2015 | 786 075 | 18,67 | 24    |